# Mahezomus apicoporus
Mahezomus apicoporus är en spindeldjursart som beskrevs av Harvey 200. Mahezomus apicoporus ingår i släktet Mahezomus och familjen Hubbardiidae. Inga underarter finns listade i Catalogue of Life.